# 韩少功
韩少功（1953年1月1日—），祖籍湖南澧县，湖南长沙人，中国大陆当代作家。1980年代他首倡寻根文学，是中国新时期文学代表作家之一。他的作品主要以文革时的有关经历为素材，曾多次获得中国和外国的奖项。他现在过着“半世俗半隐居的生活”，一半时间生活在汨罗农村，一半时间生活在城市。

## 生平
1953年1月1日，韩少功出生在湖南省长沙市，1968年初中毕业后到湖南省汨罗县下乡插队，1974年调汨罗县文化馆工作，1978年考入湖南师范大学中文系，1982年毕业，在湖南省总工会工作，任《主人翁》杂志编辑、副总编。 1985年在武汉大学英文系进修，随后任湖南省作家协会专业作家，并当选为中国作家协会理事。 1988年调到海南省，任《海南纪实》杂志主编。1995年任《天涯》杂志社长。1996年任海南省作家协会主席。2000年任海南省文联主席，曾兼任省政协委员、常委和省人大代表等职。

## 主要作品

### 小说
- 1981年：《月兰》（中短篇小说集）
- 1983年：《飞过蓝天》（中短篇小说集）
- 1986年：《诱惑》（中短篇小说集）
- 1988年：《空城》（中短篇小说集）
- 1989年：《谋杀》（中短篇小说集）
- 1993年：《爸爸爸》（中篇小说集）
- 1994年：《北门口预言》（中短篇小说集）
- 1996年：《马桥词典》（长篇小说）作家出版社
  - 2011年《马桥词典》绘画评点本，工人出版社
- 2002年：《暗示》（长篇小说）人民文学出版社
- 2005年：《报告政府》（中短篇小说集）作家出版社
- 2013年《日夜书》（长篇小说）上海文艺出版社
- 2018年《修改过程》（长篇小说）花城出版社

### 散文
- 1986年：《面对神秘而空阔的世界》（随笔集）
- 1993年：《夜行者梦语》（散文随笔集）
- 1994年：《圣战与游戏》（随笔集）
- 1996年：《心想》（散文集）；《灵魂的声音》（散文集）
- 2003年：《完美的假定》，昆仑出版社
- 2005年《空皖残月》云南人民出版社
- 2006年：《山南水北——八溪峒笔记》（散文集）作家出版社
- 2008年《在后台的后台》（随笔集）人民文学出版社
- 2009年《重现 韩少功的读史笔记》江苏文艺出版社
- 2021年《人生忽然》（散文集）湖南文艺出版社。全书分为三辑，第一辑“读大地”，第二辑“读时代”，第三辑“读自己”。

### 文集
- 1996《韩少功自选集》4册，作家出版社
- 2001《韩少功》山东岳文库4册，东文艺出版社
- 2008《韩少功系列》9册，作家出版社
- 2010《韩少功作品系列》12册，上海文艺出版社

### 电影剧本
- 1984年：《风吹唢呐声》 潇湘制片厂拍摄

### 翻译
- 1986年：《生命中不能承受之轻》作家出版社（捷克作家米兰·昆德拉长篇小说）
- 1999年：《惶然录》上海文艺出版社（葡萄牙作家费尔南多·佩索阿晚期随笔结集）

## 所获奖誉
- 1980年：中国全国优秀短篇小说奖
- 1981年：中国全国优秀短篇小说奖
- 1998年：上海中长篇小说大奖
- 1998年：台湾最佳图书奖
- 2000年：《马桥词典》入选海内外专家共同推选的“二十世紀中文小說一百強”
- 2002年：法国文化部颁发的法兰西文艺骑士奖章
- 2002年：憑《暗示》獲 第二屆 華語文學傳媒大獎 年度小說家獎
- 2007年：《山南水北》获第四届鲁迅文学奖之全国优秀散文杂文奖
- 2011年：第二届纽曼华语文学奖
- 2014年：《日夜書》获第五届紅樓夢獎專家推薦獎